# Skansen im. Józefa Żaka w Zawoi Markowej
Skansen im. Józefa Żaka w Zawoi Markowej – muzeum typu skansenowskiego, usytuowane na tzw. Markowej Roli w przysiółku Markowa w Zawoi. Skansen tworzą obecnie trzy budynki mieszkalne (jeden z początków XIX w. i dwa z początków XX w.), kapliczka, kuźnia i wolno stojąca piwnica ze spichlerzem, prezentujące tradycyjne drewniane budownictwo Babiogórców.

## Historia
Pomysł założenia muzeum powstał na początku lat 70. XX w. w Oddziale PTTK Ziemi Babiogórskiej w Suchej Beskidzkiej. Głównym inicjatorem tego przedsięwzięcia był obecny patron obiektu, Józef Żak – działacz turystyczny i przewodnik beskidzki, wówczas prezes suskiego Oddziału PTTK.
13 lipca 1973 Oddział PTTK Ziemi Babiogórskiej w Suchej Beskidzkiej zakupił działkę na tzw. Markowej Roli ze stojącym na niej domem. Drewniana chałupa, która w przeszłości należała do Franciszka Kudzi, została wybudowana około 1900 r. Stała się ona zaczątkiem planowanej już wówczas ekspozycji poświęconej kulturze materialnej górali babiogórskich. W 1986 zakupiono i przeniesiono z sąsiedniej parceli na teren skansenu drugą chałupę (dom Stefana Gancarczyka), zbudowaną w latach 1906–1910. W 1987 sprowadzono do muzeum najstarszą chałupę, pochodzącą z zawojskiego przysiółka Budzonie. Jej powstanie datowane jest na lata 1802–1815. Dom jest nazywany „chałupą Słopniakową”, gdyż jej właścicielem był Franciszek Słopniak.

## Ekspozycje

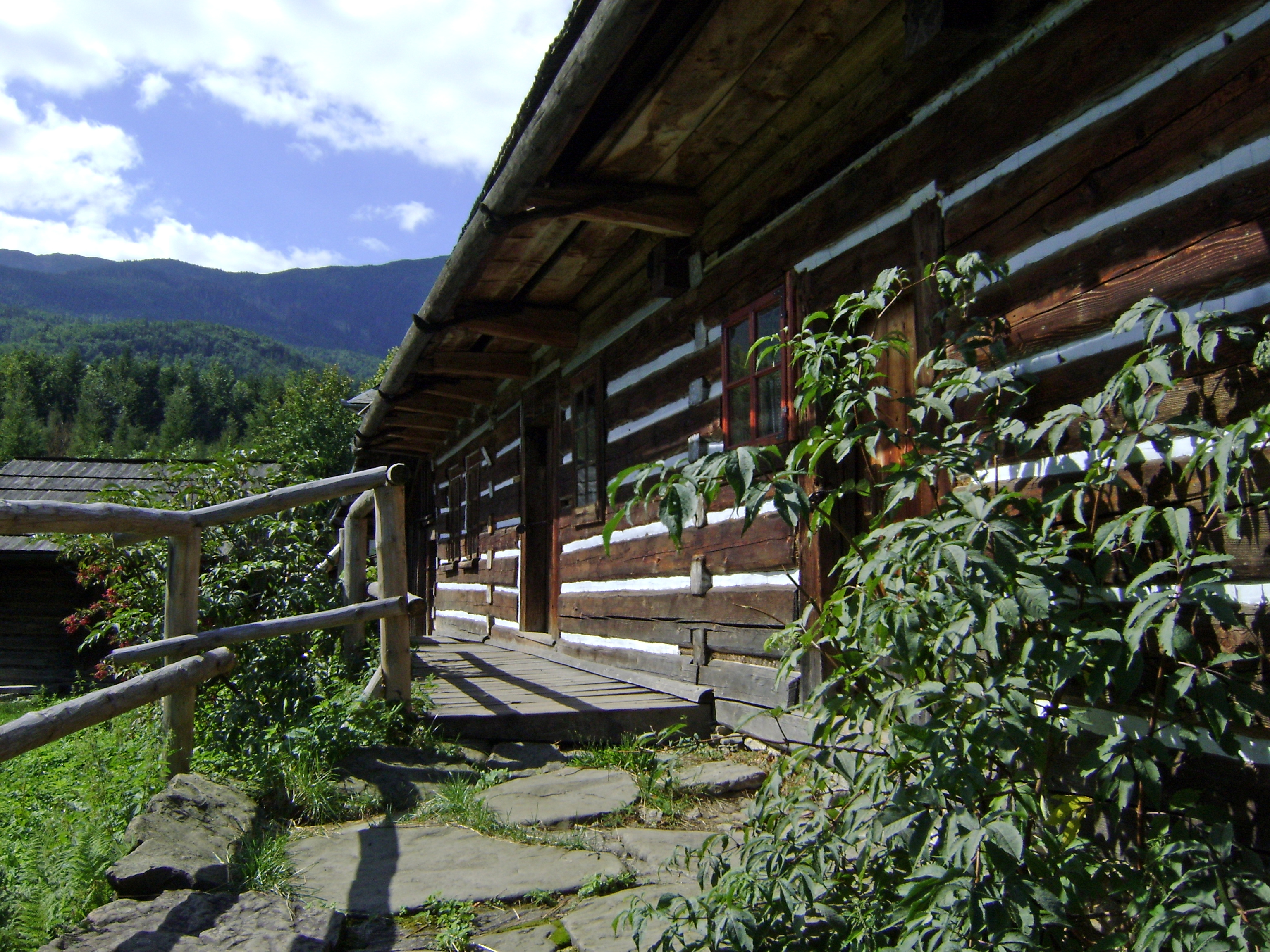
Chałupa Franciszka Kudzi z 1900 roku

W „Chałupie Kudzi” obecnie mieści się wystawa, poświęcona przewodnictwu górskiemu i turystyce górskiej – w szczególności tej z obszaru babiogórskiego.
„Dom Gancarczyka” to typowa dla regionu babiogórskiego chałupa zrębowa, z funkcjonującą dawniej pod jednym dachem częścią mieszkalną (izba i komora) oraz gospodarczą (stajnia i obora). Część mieszkalna pełni obecnie rolę użytkową (sprzedaż biletów wstępu i pamiątek, świetlica), część gospodarcza została przebudowana na pokoje gościnne.
„Chałupa Słopniakowa” to chałupa kurna, tj. bez komina, nazywana tutaj powszechnie „kurlokiem”. Zbudowana z bali świerkowych i jodłowych, na niskiej podmurówce mieszczącej piwnicę, posiada konstrukcję zrębową (na węgłach końce bali łączone na tzw. „rybi ogon”, bez „ostatków”). Dach dwuspadowy przyczółkowy (półszczytowy), kryty gontem. Wnętrze rozdzielone centralnie usytuowanym boiskiem na część mieszkalną i gospodarczą. Część mieszkalna składa się z izby białej, czarnej i komory – zajmuje ją bogata ekspozycja etnograficzna, prezentująca elementy wyposażenia tych wnętrz. W części gospodarczej mieści się unikalna ekspozycja oleodruków.
Kuźnia posiada typowe wyposażenie z początku XX w.: palenisko z bloków miejscowego piaskowca, ręcznie napędzaną dmuchawę, kowadło oraz zestaw narzędzi kowalskich (młoty kowalskie, imadło, obcęgi itp.). Prezentowane są również typowe wyroby wiejskich kowali: podkowy, gwoździe, brony i in.
Wolnostojąca piwniczka pochodzi z początku XX w. W nadstawie posiada spichlerz, w którym dawniej stały sąsieki skrzynie na zboże, a pod dachem mieścił się użytkowy stryszek.
W centralnej części skansenu znajduje się malownicza kapliczka z kamienną figurą Matki Bożej.
Zespół budownictwa drewnianego na terenie zagrody nr 776 w Markowych Rówienkach (trzy chałupy, kuźnia i spichrz) został wpisany do rejestru zabytków województwa małopolskiego pod nr. A-89/M z 10.05.2007.